# Кавана (иудаизм)
Кавана (от ивр. כוונה‎ — «намерение; настройка; приготовление; подготовка; изготовка»), или каванат ха-лев (כוונת הלב‎ — «подготовка сердца») — в талмудическом иудаизме под словом кавана обычно подразумевают осознанную готовность выполнить заповедь, «подготовить сердце своё». Первый стих Шма «Слушай, Израиль: Господь, Бог наш, Господь един есть» (Втор. 6:4) следует произнести с каваной. Чаще кавана — необходима перед молитвой.

Если читающий Шма не подготовил своё сердце перед первым стихом «Слушай, Израиль: Господь, Бог наш, Господь един есть», не выполнил заповедь
Оригинальный текст (иврит)הקורא את שמע ולא כיוון ליבו בפסוק ראשון שהוא שמע ישראל יהוה אלוהינו יהוה אחד לא יצא ידי חובתו‎
— Мишне Тора, Ахава, Шма 2:1

## Порядок
- Перед произнесением первого стиха Шма «Слушай, Израиль: Господь, Бог наш, Господь един есть» (Втор. 6:4) обязательно прежде совершить кавану[5]
- Кавана — одно из пяти необходимых условий перед молитвой[6]. Если молился формально без каваны, должен повторить свою молитву[7]. Необходимо устраниться от посторонних мыслей и дел[8]
- В опьянении запрещено молиться[9]
- Запрещено молиться в возбуждённом состоянии[10]
- Кавана — необходима хотя бы во время произнесения первого благословения молитвы «Амида»[11]
- В каирской генизе обнаружены пергаменты с текстом общинной молитвы «Шемоне-Эсре» палестинской традиции, перед которой указано совершить намерение молиться ради Бога произнесением еврейских слов бе-шем Рахум (בשם רחום‎[12] — «именем Милосердного») — гебраизированным переводом арабских слов бисмилЛяхи р-Рахим (בסמאללה אלרחים‎ — «именем Аллаха Милосердного»), после этого произнести «Господи! отверзи уста мои, и уста мои возвестят хвалу Твою» (Пс. 50:17), а потом молиться молитвой «Шмоне эсре»

## В исламе
В исламе перед произнесением суры Корана или выполнением всякого действия ради Аллаха необходим ният произнесением слов басмалы (بِسۡمِ ٱللَّهِ‎ — «ради Бога»). Также в каирской генизе обнаружен Коран, суры 1 и 2 на арабском языке, записанный еврейскими буквами (транслитерация).